# 十七条藩
十七条藩（じゅうしちじょうはん）は、美濃国本巣郡十七条（現在の岐阜県瑞穂市十七条）などを領地として、江戸時代初期に存在した藩。1607年、稲葉正成が1万石の知行地を与えられて成立。1618年に正成が松平忠昌（越後高田藩主）の御附家老として越後糸魚川に移ったため廃藩となった。
ただし、稲葉正成が実際に十七条を知行していたかには疑義も呈されている。この藩は「本江藩」と記されることもあり、羽栗郡本郷（現在の岐阜県羽島市福寿町本郷）の本郷城を居城とみなして本郷藩（ほんごうはん）と称されることがある。

## 名称
『寛政重修諸家譜』（以下『寛政譜』）において正成に旧領十七条が与えられた記述があることから「十七条藩」の名称がある。ただし『慶長郷帳』（美濃国一国郷牒）や『元和領地改帳』（美濃国村高領地改帳）によれば十七条村は正成の子の所領であり、『国史大辞典』（新版）ではこの藩を「十七条藩」と称することについて「疑問である」としている。
『恩栄録』において稲葉正成の居所が「美濃本江」と記されることから、この藩は「本江藩」と記されることがある。ただし美濃国に「本江」という地名はない。『新撰美濃志』では稲葉正成の拠点を羽栗郡本郷村と記しており、『国史大辞典』は「本江」は「本郷」のことであろうとして「本郷藩」を項目名としている。

## 歴史

### 前史
稲葉正成は、元亀2年（1571年）に十七条城主・林政秀（名は正三とも）の子として生まれた人物である。『寛政譜』によれば、林氏は近隣の曽根城主・稲葉良通（一鉄）と抗争を繰り返したが、両者が和睦した際に正成が稲葉重通（一鉄の長子）の娘を娶って父子の義を結ぶこととなり、正成は稲葉の名字を称した。重通の娘が早世したのち、重通の姪でありその養女となっていた福（のちの春日局）を娶った。
のちに正成は小早川秀秋に家老として仕え、関ヶ原の戦いに際しては主君の秀秋を説得して徳川家康に付かせることに功績があった。しかし『寛政譜』によれば慶長6年（1601年）12月、たびたびの諫言を容れられなかった正成は小早川家を退去し、美濃国谷口（関市武芸川町谷口）に閑居した。慶長9年（1604年）、福は徳川家光の乳母となる。福は大奥入りの前に正成と離別したとされる。

### 立藩から廃藩まで
慶長12年（1607年）、稲葉正成は徳川家に召し出され、1万石を与えられた。『寛政譜』では召し出しの理由として、関ヶ原の合戦時の功績を理由に挙げている。これをもって稲葉正成は大名に列し、藩が成立したとみなされる。
『寛政譜』によれば正成の領地は、美濃国羽栗郡内9000石に加え、林氏の旧領である本巣郡十七条1000石であった。しかし『慶長郷帳』や『元和領地改帳』においては、正成の領知は羽栗郡・各務郡・中島郡・安八郡で合計1万石であり、十七条の1000石余については稲葉正成の子に与えられている（後述）。
稲葉正成は十七条城に入ったと説明されることがあり、その藩は「十七条藩」と称される。また、正成は長良川舟運の要地であった羽栗郡本郷（現在の岐阜県羽島市福寿町本郷）に本郷城を築いたとされ、このほか安八郡森部（安八郡安八町森部）にも屋敷があったとされる。十七条城を居城、本郷城を支城とする見方もあるが、知行地に関する『寛政譜』の記載を疑問視する『国史大辞典』では、正成の居城を本郷城とし、この藩の名を「本郷藩」としている。
元和4年（1618年）2月、正成は松平忠昌（結城秀康の次男、越後高田藩25万石）に附属されて家老となり（御附家老）、清崎城（糸魚川城）主となった。『寛政譜』によれば、正成は松平忠昌領内の越後国糸魚川で1万石を加増され、知行は旧領と合わせて2万石となった。正成を与力大名とみなし、「糸魚川藩」に移封されたとする見方もあるが、正成は陪臣であるとして「糸魚川藩主」とは言えないとする見方もある。
これにより「十七条藩」あるいは「本郷藩」は廃藩となったと見られる。『寛政譜』の記載では美濃国に旧領が残ったともとれるが（「十七条藩」ないしは「本郷藩」の廃藩を、後述する元和9年（1623年）とする見方もある）、美濃国の正成の領地のほとんど（これには本郷村も含む）は元和5年（1619年）に尾張藩領となっており、『国史大辞典』では廃藩時期を元和4年（1618年）とみてよいとする。

### 後史

#### その後の稲葉正成
元和9年（1623年）、越前北庄藩主であった松平忠直（結城秀康の長男）が改易され、翌寛永元年（1624年）に弟である忠昌が越前国に移されることとなった。この際、正成は忠昌に従わず江戸に退去し、息子である稲葉正勝（常陸柿岡藩主）の知行地に蟄居した。
その後正成は、寛永4年（1627年）2月に召し返され、下野国芳賀郡真岡で2万石を与えられた（真岡藩）。

#### 十七条稲葉家
『寛政譜』によれば、稲葉正成の二男（系譜上は三男扱い）・稲葉正定（七之丞）は尾張藩主・徳川義直に仕えたが、家康の意向として尾張藩領内の十七条で1000石余を与えられ、慶長19年（1614年）に領地朱印状が出されたとある。
また、『寛政譜』には、稲葉正成の養子（系譜上は長男扱い）として稲葉某（三十郎・十兵衛）が記されており、「今の呈譜」（『寛政譜』編纂時に稲葉家から提出された系譜）ではこの人物を稲葉政貞（三十郎・権兵衛）と記している。この人物（以下、三十郎）は、林政行（新助）と稲葉重通の娘の間の子で、政行の戦死後に重通娘が稲葉正成に再嫁し、三十郎も正成の養子となった。三十郎は徳川家康に仕えて小姓となり、林氏の本領であった十七条で1000石を与えられ、のちに尾張藩主・徳川義直に附属されたとある。このように正定と三十郎には類似・重複した事績が伝えられており、十七条に住した稲葉正定の名が政定・政貞とも記されるなど混乱が見られる。
延宝3年（1675年）、正定の孫の稲葉六郎右衛門に嗣子がなかったため、十七条の知行主としての尾張藩士稲葉家は絶えた。

## 歴代藩主
稲葉家
譜代。1万石
| 代 | 氏名                     | 官位            | 在職期間                           | 享年 | 備考                                      |
| -- | ------------------------ | --------------- | ---------------------------------- | ---- | ----------------------------------------- |
| 1  | 稲葉正成 いなば まさなり | 従五位下 佐渡守 | 慶長12年 - 元和4年 1607年 - 1618年 | 57   | 元和4年（1618年）に松平忠昌の附家老となる |